# Operação Red Dawn
A Operação Red Dawn ("Amanhecer Vermelho") foi uma missão executada pelas forças armadas dos Estados Unidos a 13 de dezembro de 2003. Feita na cidade de Ad-Dawr (perto de Tikrit), no norte do Iraque, terminou com a captura do ex-líder iraquiano Saddam Hussein. A operação foi encabeçada e executada pela 1.ª brigada de combate da 4.ª divisão de infantaria americana, comandada pelo general Raymond Odierno e pelo coronel James Hickey, apoiados por forças especiais.

## A operação
Após a bem sucedida invasão, feita por forças anglo-americanas, o Iraque foi ocupado por tropas dos Estados Unidos e de países aliados. O líder iraquiano, Saddam Hussein, abandonou a capital Bagdá enquanto esta era tomada pelas forças aliadas. Saddam fugiu então para os arredores de Ticrite (a mesma cidade onde ele nasceu). Ele se estabeleceu em uma pequena casa, com dois guarda-costas, no município de Ad-Dawr, com maletas cheias de dólares e alguns fuzis AK-47. O exército americano iniciou uma implacável busca por Hussein, prendendo vários colaboradores e ex integrantes do seu regime (incluindo os filhos do ex ditador, Uday e Qusay, que foram mortos).
Após receber informações do possível paradeiro do ex líder iraquiano, militares dos Estados Unidos lançaram a chamada Operação Red Dawn, na cidade de Ad-Dawr, perto de Ticrite, na noite de 13 de dezembro de 2003. Militares da 4ª Divisão de Infantaria do exército, apoiados pela Força-Tarefa 121 (forças especiais), foram enviados para capturar ou matar Saddam. No total, foram reunidos 600 soldados para a operação. A força chegou em um pequeno vilarejo em Ad-Dawr e começou a fazer buscas na região.
Enquanto vasculhavam a área ao redor de uma suspeita casa, dois homens (mais tarde identificados como guarda-costas de Saddam) foram capturados mas não deram muitas informações. O comandante americano ordenou uma nova busca, vasculhando uma pequena casa no meio do vilarejo. Do lado de fora do casebre havia um buraco camuflado cavado no chão. Este buraco tinha entre 1,8 e 2,4 metros de profundidade, grande o bastante para um homem se esconder nele confortavelmente. O homem dentro do buraco era Saddam Hussein e ele foi tirado de lá sem resistir. Supostamente, ele teria dito aos seus captores enquanto era apreendido: "Eu sou Saddam Hussein, Presidente do Iraque, e quero negociar".
Três anos após a sua captura, Saddam Hussein foi levado a julgamento e posteriormente executado por crimes contra a humanidade perpetrados durante o seu regime.